# Erik Anundsson
Erik Anundsson är en sagokung som nämns av Hervarar saga som en sveakung som låg i krig med Harald Hårfager. I Ynglingasagan kallas han för Erik Emundsson och där nämns han även som kung av Västergötland, Dalsland, Bohuslän och Värmland och att han i kriget förlorade allt utom Västergötland till Harald Hårfager. Landnamsboken nämner honom också som samtida med Harald Hårfager och även med Gorm den gamle och Alfred den store.
Enligt Snorre besökte han stormannen Åke i Värmland samtidigt som Harald Hårfager. Åke placerade Erik i en gammal hall med gamla dryckeskärl, medan han placerade Harald i en ny med nya kärl. När Erik klagade svarade Åke att Erik var en gammal man medan Harald var en ung man i sin bästa ålder. Detta gjorde Erik så arg att han dräpte Åke.
Enligt Hervarar saga företräddes han av bröderna Björn på Håga och sin far Anund Uppsale och efterträddes av Björn (Erik Segersälls och Olofs far, enligt samma saga). Enligt Olav den heliges saga erövrade Erik delar av Finland, Karelen, Estland, Ryssland och Kurland.
Nordisk familjebok från tidigt 1900-tal kallar honom också för Erik Emundsson, och menar att han är identisk med Erik Väderhatt.
Han var troligen bror och samregent med Olof.[källa behövs]